# Шасе-ле-Се
Шасе́-ле-Се (фр. Chassey-lès-Scey) — коммуна во Франции, находится в регионе Франш-Конте. Департамент — Верхняя Сона. Входит в состав кантона Се-сюр-Сон-э-Сент-Альбен. Округ коммуны — Везуль.
Код INSEE коммуны — 70138.

## География
Коммуна расположена приблизительно в 300 км к юго-востоку от Парижа, в 45 км севернее Безансона, в 14 км к западу от Везуля.
Вдоль границ коммуны протекает река Сона.

## Население
Население коммуны на 2010 год составляло 106 человек.
| 1962 | 1968 | 1975 | 1982 | 1990 | 1999 | 2010 |
| ---- | ---- | ---- | ---- | ---- | ---- | ---- |
| 85   | 108  | 125  | 134  | 98   | 102  | 106  |

## Администрация
| Период | Период | Фамилия      | Партия | Примечания |
| ------ | ------ | ------------ | ------ | ---------- |
| 2001   | 2004   | Жерар Себиль |        |            |
| 2005   | 2014   | Жюльен Биган |        | фермер     |

## Экономика
В 2010 году среди 67 человек трудоспособного возраста (15—64 лет) 49 были экономически активными, 18 — неактивными (показатель активности — 73,1 %, в 1999 году было 64,8 %). Из 49 активных жителей работали 42 человека (21 мужчина и 21 женщина), безработных было 7 (5 мужчин и 2 женщины). Среди 18 неактивных 2 человека были учениками или студентами, 13 — пенсионерами, 3 были неактивными по другим причинам.